# Jean Colmar
Jean Colmar (även Jean Colmart och Johan Collmar), fl. 1696-1700, var en dansmästare vid Uppsala och Lunds universitet.avliden 1704 i Karlskrona.

## Biografi
Colmar utnämndes år 1696 till dansmästare vid Uppsala universitet, där han förblev till år 1697, varefter han plötsligt begav sig till Karlskrona.. På fråga från universitetskansler Bengt Gabrielsson Oxenstierna hävdade Colmar först att han inte menat att avgå från sin tjänst och hade för avsikt att återvända till Uppsala för att undervisa dennes döttrar i dans. Av detta blev det emellertid ingenting, och i mars 1698 skrev han till Oxenstierna och bad om avsked.
Jean Colmar tog istället tjänst som dansmästare vid Lunds universitet, en post som stått vakant sedan den före innehavaren Paul Wulferhertz bedragit sin hustru, bestulit henne på 2000 riksdaler och flytt till Köpenhamn. Colmar stannade endast två år i Lund, varunder han, förutom sin officiella post som dansmästare, även tjänstgjorde som språkmästare. Här publicerade han år 1700 - samma år som han tog avsked som dansmästare - boken L'ecole pour rire, dedikerad till Ulrik Gyldenstolpe.
Han efterträddes som dansmästare av Caspar de Creaux, son till före detta dansmästaren vid Lunds universitet Louis de Creaux.